# Рейфман Павло Семенович
Павло Семенович Рейфман (нар. 29 січня 1923, Умань, Київська губернія, Українська РСР — пом. 15 січня 2012, Тарту, Естонія) — радянський та естонський літературознавець, доктор філологічних наук, професор-емерітус кафедри російської літератури Тартуського університету.

## Біографія
Павло Рейфман народився 29 січня 1923 року в місті Умані. У 1940 році він закінчив середню школу з відзнакою в Ленінграді і вступив на філологічний факультет Ленінградського університету. Влітку 1941 року пішов добровольцем у народне ополчення. Провів на фронті всю війну і був демобілізований тільки в 1945 році. Був нагороджений орденом Вітчизняної війни 2-го ступеня, медаллю «За бойові заслуги» та медаллю «За оборону Ленінграда», виданої після прориву блокади в 1943 р. В 1949 році П. С. Рейфман з відзнакою закінчив університет.

## Наукова діяльність
У 1953 році Павло Рейфман захистив у Ленінграді кандидатську дисертацію «„Вітчизняні записки“ 1840-х років (період участі в журналі Бєлінського)». З 1963 року — доцент кафедри російської літератури Тартуського університету. В 1973 році, після захисту докторської дисертації, Павло Рейфман стає професором. У 1993 році Павло Рейфман був обраний почесним професором (професором-емерітусом). Рейфман є автором чотирьох книг і багатьох десятків статей, які здобули йому популярність серед славістів, які займаються історією російської літератури середини і другої половини XIX століття, а також історією російської журналістики та критики.
Основні галузі наукових інтересів
- історія російської літератури другої половини XIX століття,
- історія російської літературної критики,
- історія російської журналістики,
- суспільно-літературний рух в Російській імперії 1860-х років.

Викладав курси
- історія російської літератури другої половини XIX століття,
- історія російської і радянської журналістики,
- історія російської критики,
- історія російської та радянської цензури.

## Родина
Дружина — Лариса Іллівна Вольперт, доктор філологічних наук, почесний професор Тартуського університету, пушкіністка, дослідник російсько-французьких літературних зв'язків, міжнародний гросмейстер з шахів.

## Праці
1. «Отечественные записки» 1840-х гг. (Период участия в журнале В. Г. Белинского): Автореферат диссертации на соиск. учен. степ. канд. филол. наук / Ленингр. гос. ун-т. — Л., 1953. — 16 с.
2. «Отечественные записки» 1840-х гг. (Период участия в журнале В. Г. Белинского): Диссертация на соиск. учен. степ. канд. филол. наук. — Л., 1953.
3. Демократическая газета «Современное слово». [Архівовано 17 березня 2017 у Wayback Machine.] — Тарту, 1962. — 115 с. (Учен. зап. Тартуского гос. университета. Вып. 121.)
4. М. Е. Салтыков-Щедрин, 15. I. 1826 — 28. IV. 1889: (Творческий путь) / Тарту гос. ун-т. — Тарту, 1967. — 141 с.
5. Отражение общественно-литературной борьбы на страницах русской периодики 1860-х годов: Диссертация на соиск. учен. степ. д-ра филол. наук / Тартуский гос, ун-т. — Тарту, 1971. — Т. 1–3. — 1593 с.
6. Отражение общественно-литературной борьбы на страницах русской периодики 1860-х годов: Автореферат диссертации на соиск. учен. степ. д-ра филол. наук / Тартуский гос, ун-т. — Тарту, 1972. — 47 с.
7. М. Е. Салтыков-Щедрин, 15. I. 1826 — 28. IV. 1889: (Творческий путь) / Тарту гос. ун-т. — Тарту, 1973. — Изд. 2-е, доп. — 149 с.
8. Н. Г. Чернышевский, 12. VII. 1828 — 17. X. 1889: (Эстетическое, историко-литературное, литературно-критическое наследие. Чернышевский-беллетрист) / Тарту гос. ун-т. — Тарту, 1973. — 127 с.
9. «Из истории русской, советской и постсоветской цензуры». [Архівовано 17 березня 2017 у Wayback Machine.] Курс лекций. Интернет-публикация.
10. Цензура литературная [Архівовано 26 квітня 2017 у Wayback Machine.] // Три века Санкт-Петербурга: энциклопедия: в 3 т. Т. 2 : Девятнадцатый век. Кн. 7 : У — Ч. — СПб.: Фак. филологии и искусств С.-Петерб. гос. ун-та, 2009. — С. 660—667.
11. Цензура в дореволюционной, советской и постсоветской России. [Архівовано 9 березня 2019 у Wayback Machine.] В 2-х томах. — Т. 1: Цензура в дореволюционной России. — Вып. 1: Допетровская Россия — первая треть XIX в. / Под ред. Г. Г. Суперфина. Пред. И. А. Пильщикова и В. С. Парсамова. — М.: «Пробел-2000», 2015. — 232 с.
12. Цензура в дореволюционной, советской и постсоветской России. [Архівовано 9 березня 2019 у Wayback Machine.] В 2-х томах. — Т. 1: Цензура в дореволюционной России. — Вып. 3: 1855—1917 гг. / науч. ред. Е. С. Сонина, библиогр. ред. Н. В. Градобоева; пред. И. А. Пильщикова и В. С. Парсамова. — М.: «Пробел-2000», 2017. — 305 с.